# Versöhnungskirche (Radstadt)

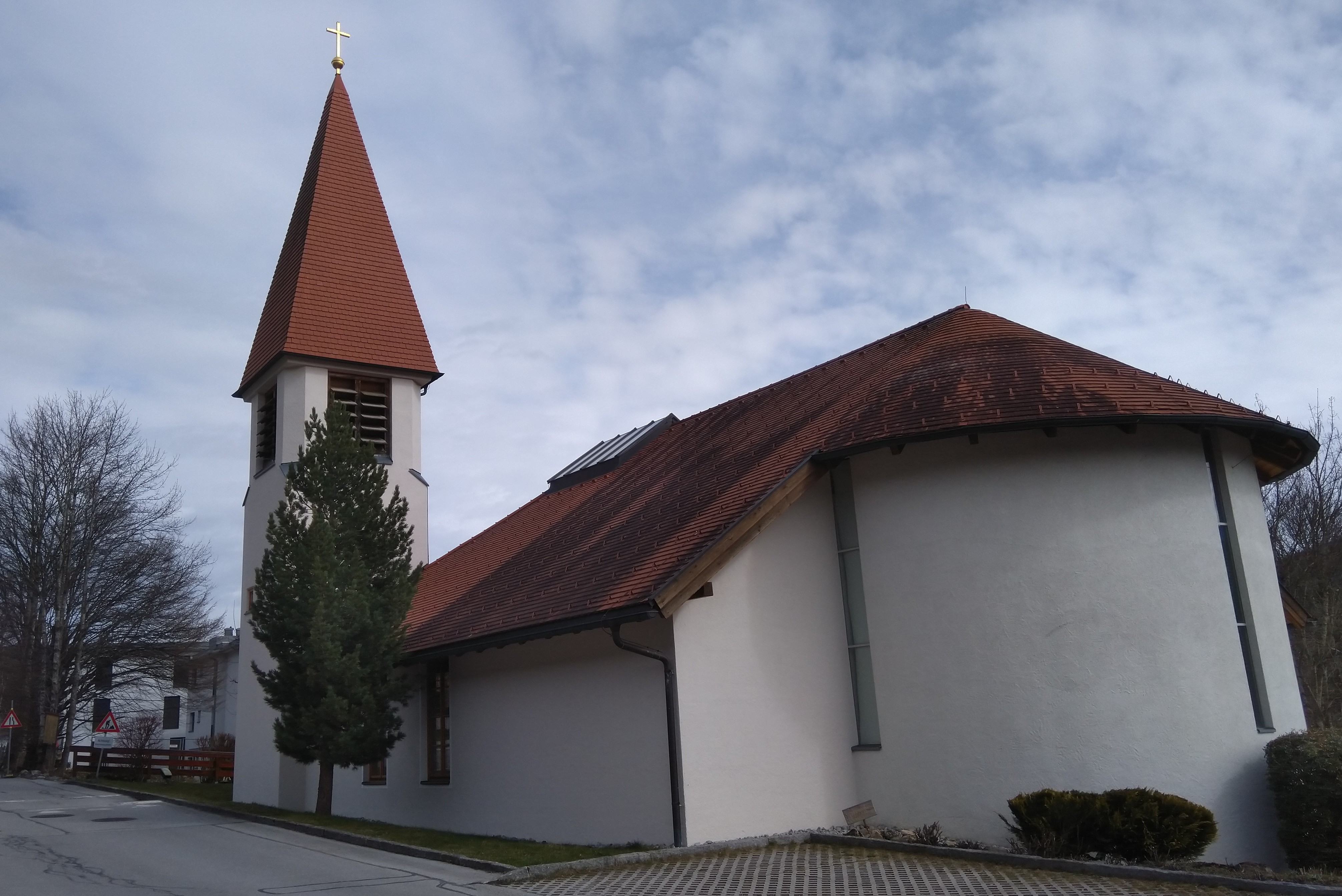
Protestantische Versöhnungskirche

Die Versöhnungskirche Radstadt ist die Kirche der Evangelischen Pfarrgemeinde A.B. in Radstadt im Land Salzburg. Als Filialgemeinde Radstadt-Altenmarkt gehört sie zur Gemeinde der Peter-und-Paul-Kirche in Schladming in der Superintendentur Steiermark der Evangelischen Kirche A. B. in Österreich. Das Gemeindegebiet umfasst den gesamten Ennspongau mit den Orten Radstadt, Altenmarkt, Reitdorf, Flachau, Eben, Mandling, Forstau, Untertauern und Obertauern.

## Geschichte
Der Ort Radstadt spielte in der frühen Reformationsgeschichte eine wichtige Rolle, da hier 1528 der als protestantischen Prediger auftretende frühere Minoritenbruder Georg Scherer hingerichtet worden war. In Erinnerung an diesen frühen evangelischen Märtyrer wurde die 460 Jahre später, 1988, gegründete Radstädter evangelische Gemeinde Versöhnungskirche genannt, um damit zugleich ein Zeichen der Ökumene zu setzen. Zugleich wurde dabei auch der zahlreichen Protestanten gedacht, die 1731/32 aufgrund des fürsterzbischöflichen Salzburger Emigrationspatents zur Auswanderung, vor allem nach Ostpreußen, veranlasst wurden. Der Neubau von Kirche und Pfarrzentrum erfolgte 1993 bis 1995 nach den Plänen des Halleiner Architekten Jakob Adlhart, die Kirchweihe durch Bischof Herwig Sturm fand am 2. Juni 1996 statt.

## Architektur
Das Pfarrzentrum der Radstädter Versöhnungskirche besteht aus einem Ensemble aus Kirchenbau mit massivem Turmbau und einem seitlich angrenzendem Pfarrhaus mit Gemeindesaal. Durch die Ausgestaltung mit weit herabgezogenem Dach und dem mit Schopfwalmdach ausgestatteten Pfarrhaus entsteht eine geschlossene Baukörperformation, die bewusst auf regionale Prototypen zurückgreift. Die Innenräume sind durch offene Holzkonstruktionen bestimmt.
An der Kirche erinnert eine Gedenktafel an den protestantischen Märtyrer Georg Scherer.